# Calamagrostis acutiflora
Calamagrostis acutiflora là một loài thực vật có hoa trong họ Hòa thảo. Loài này được (Schrad.) DC. mô tả khoa học đầu tiên năm 1815.